# Ritraduzione
La ritraduzione consiste nella traduzione di un testo già precedentemente tradotto. Esistono diversi metodi per ritradurre un testo: si può ritradurre un testo originale che è già stato tradotto precedentemente in quella determinata lingua d'arrivo; si può tradurre un testo in una nuova lingua a partire da una traduzione già realizzata, anziché partire dal testo originale. La ritraduzione di classici letterari e di testi religiosi è molto comune. Il processo di ritraduzione può verificarsi per molte ragioni: ad esempio per aggiornare la lingua obsoleta al fine di migliorare la qualità della traduzione; per tenere conto di una versione rivisitata del testo originale, o perché un traduttore desidera presentare una nuova interpretazione o la risposta creativa a un testo. La ritraduzione è un processo che caratterizza maggiormente i testi poetici e quelli teatrali. Lo studioso Lawrence Venuti sosteneva che anche testi molto conosciuti come la Bibbia, l'epica omerica, la Divina Commedia, le opere teatrali di Shakespeare, o il Don Chisciotte di Cervantes saranno probabilmente oggetto di una ritraduzione a causa delle diverse interpretazioni che potrebbero sorgere in lettori con una diversa cultura ricevente; ognuno infatti potrebbe avere la necessità di applicare i propri valori al testo. La ritraduzione è molto comune nella sottotitolazione, mentre risulta essere meno comune nel doppiaggio, dove la reazione degli spettatori non è sempre positiva.

## Uso del termine
Il termine 'ritraduzione' è stato utilizzato per designare concetti differenti come traduzione indiretta o traduzione in relais, che consiste nella traduzione di un testo prima in una lingua e poi in un'altra diversa. Negli studi traduttivi il termine oggi indica la nuova traduzione di un testo nella stessa lingua di arrivo in cui era stato già precedentemente tradotto.

## Approcci differenti sulla ritraduzione
Paul Bensimon e Antoine Berman, in un'edizione del 1990 della rivista Palimpsestes, hanno elaborato quella che sarà sotto il nome di 'ipotesi di ritraduzione'. I due autori sostenevano che la prima traduzione di un testo tende ad adattare il testo alle norme e alle convezioni della lingua e della cultura di arrivo, mentre le traduzioni successive tendono ad essere più fedeli all'originale. Inoltre, secondo i due studiosi, un testo potrebbe necessitare di una ritraduzione quando il suo status nella nuova cultura richiede una seconda o ulteriore traduzione. L'ipotesi è stata poi contraddetta da alcuni studiosi successivi che l'hanno ritenuta troppo semplicistica: in un articolo sulla ritraduzione pubblicato in Finlandia, Paloposki e Koskinen sostenevano che, anche se molte ritraduzioni sono conformi al modello di Berman e Bensimon, non esistono delle caratteristiche intrinseche nel processo di ritraduzione che potrebbero imporre un passaggio dalle strategie addomesticanti verso strategie più estranianti.

## Esempi di ritraduzioni famose
1. Nel 1932 e nel 1941 Cesare Pavese tradusse il romanzo di Herman Melville  Moby Dick  per la casa editrice Frassinelli. Nel 1987, l'editore Adelphi decise di riproporre il testo tradotto dal famoso scrittore italiano. Recentemente, Ottavio Fatica ha deciso di presentare una nuova traduzione di Moby Dick per la casa editrice Einaudi; il tentativo di Fatica ha avuto al suo seguito moltissime critiche soprattutto per le scelte linguistiche adottate, considerate da molti critici enigmatiche e, alle volte, anche piuttosto obsolete.[9]
2. Molti autori classici della letteratura russa sono stati ritradotti numerose volte anche in Italia. Ad esempio, la prima traduzione di Anna Karenina, celebre romanzo di Lev Tolstoj, fu nel 1901 da parte Eugenio Venceslao Foulques. Nel 1929 una nuova traduzione del romanzo fu proposta dal docente di letteratura russa Leone Ginzburg, seguita nel 1965 e nel 1967 dalle ritraduzioni di Pietro Antonio Zveteremich, Nel 2016 è apparsa l’ultima ritraduzione dell’opera curata da Claudia Zonghetti.[10] Il romanzo Guerra e Pace fu anche oggetto di numerose ritraduzioni. Nel 1905 fu presentata un'edizione tradotta da Eugenio Venceslao Foulques, alla quale seguirono la traduzione di E. Serao del 1906 e quella di Federigo Verdinois del 1915. La prima versione integrale fu condotta nel 1928 da Enrichetta Carafa Capecelatro, duchessa d'Andria.[11] Il romanzo di Fëdor Dostoevskij L'idiota è stato oggetto di numerose ritraduzioni. La più felice è quella di Laura Salmon del 2013.[12]
3. Jakob e Wilhelm Grimm. Tutte le fiabe è la prima versione integrale delle fiabe dei fratelli Grimm pubblicate tra il 1812 e il 1815. L'opera è stata edita nel 2016 da Donzelli grazie alle traduzioni di Camilla Miglio. Le pagine del libro sono inoltre abbellite con 24 tavole illustrative disegnate da Fabian Negrin. Molte fiabe presenti in questa edizione si mostrano come del tutto nuove ai lettori italiani, poiché molte di esse, a causa dei loro contenuti ritenuti scandalosi, furono omesse nelle prime traduzioni ed edizioni. Queste ritraduzioni moderne, avvenute anche in altre lingue, hanno invece portato alla luce quelle parti di testo censurate.[13]

## Ritraduzioni multimediali
1. Nel 2008 è stata trasmessa per la prima volta in Italia la sitcom statunitense The Big Bang Theory ma la reazione dei fans sul lavoro di doppiaggio non fu per nulla positiva, poiché le traduzioni italiane, pensate per un target di spettatori piuttosto esteso, non ricalcavano completamente la dimensione nerd su cui è incentrata la serie americana. A seguito delle lamentele, a partire dal nono episodio della prima stagione, la società di doppiaggio ha deciso di sostituire adattatore, traduttore e direttore di doppiaggio.[14]
2. Brian di Nazareth (in inglese Life of Brian) è un film commedia diretto da Terry Jones nel 1979. La pellicola fu proiettata in Italia soltanto nel 1991. Nel 2008 venne realizzata un'edizione in DVD e in Blu-ray-disk del film originale, raddoppiata successivamente anche in italiano ma in modo completamente differente rispetto alla versione del 1991. La nuova edizione suscitò il malcontento del pubblico italiano, soprattutto perché il dialogo fuori campo presente nel finale non era stato lasciato nella lingua originale.(vedi Brian di Nazareth)
3. Il regista Sergio Leone si occupò del doppiaggio del suo film C'era una volta in America, scegliendo personalmente le voci e affidando la direzione a Riccardo Cucciolla. Il film fu raddoppiato nel 2003 in occasione della sua uscita in DVD, scontentando molti appassionati. Nel 2013 il film fu ripubblicato, in versione integrale, in DVD e Blu-ray con il doppiaggio originale. (vedi C'era una volta in America)